# Campanha presidencial de Gary Johnson em 2016
A campanha presidencial de Gary Johnson em 2016, ex-29º Governador do Novo México, foi anunciada em 6 de janeiro de 2016, visando a nomeação do Partido Libertário (ou LP) para Presidente dos Estados Unidos. Ele conquistou oficialmente a nomeação em 29 de maio de 2016, durante a Convenção Nacional Libertária em Orlando, Flórida, obtendo 56% dos votos na segunda rodada. O ex-Governador de Massachusetts [en], William Weld [en], foi indicado por Johnson para a nomeação vice-presidencial libertária, também confirmada em 29 de maio de 2016.
Johnson e Weld formaram a primeira chapa de qualquer partido a contar com dois ex-governadores desde a eleição presidencial de 1948. Eles receberam 3,3% dos votos, totalizando quase 4,5 milhões, superando significativamente o total de votos populares da campanha de 2012 [en] de Johnson e marcando a campanha presidencial mais bem-sucedida dos libertários até então, além de ser a candidatura de terceiro partido mais bem-sucedida desde a campanha de Ross Perot [en] na eleição de 1996.

## Contexto
Johnson concorreu como candidato presidencial libertário na eleição de 2012. Naquela disputa, ele obteve o terceiro maior número de votos populares, cerca de 1,3 milhão, correspondendo a quase 1% do total. O total de votos de Johnson foi o maior já recebido por um candidato do Partido Libertário, para qualquer cargo, na história do partido. Pouco após a eleição, Johnson começou a expressar interesse em concorrer novamente à nomeação libertária para a eleição de 2016.

## Campanha

Logotipo original

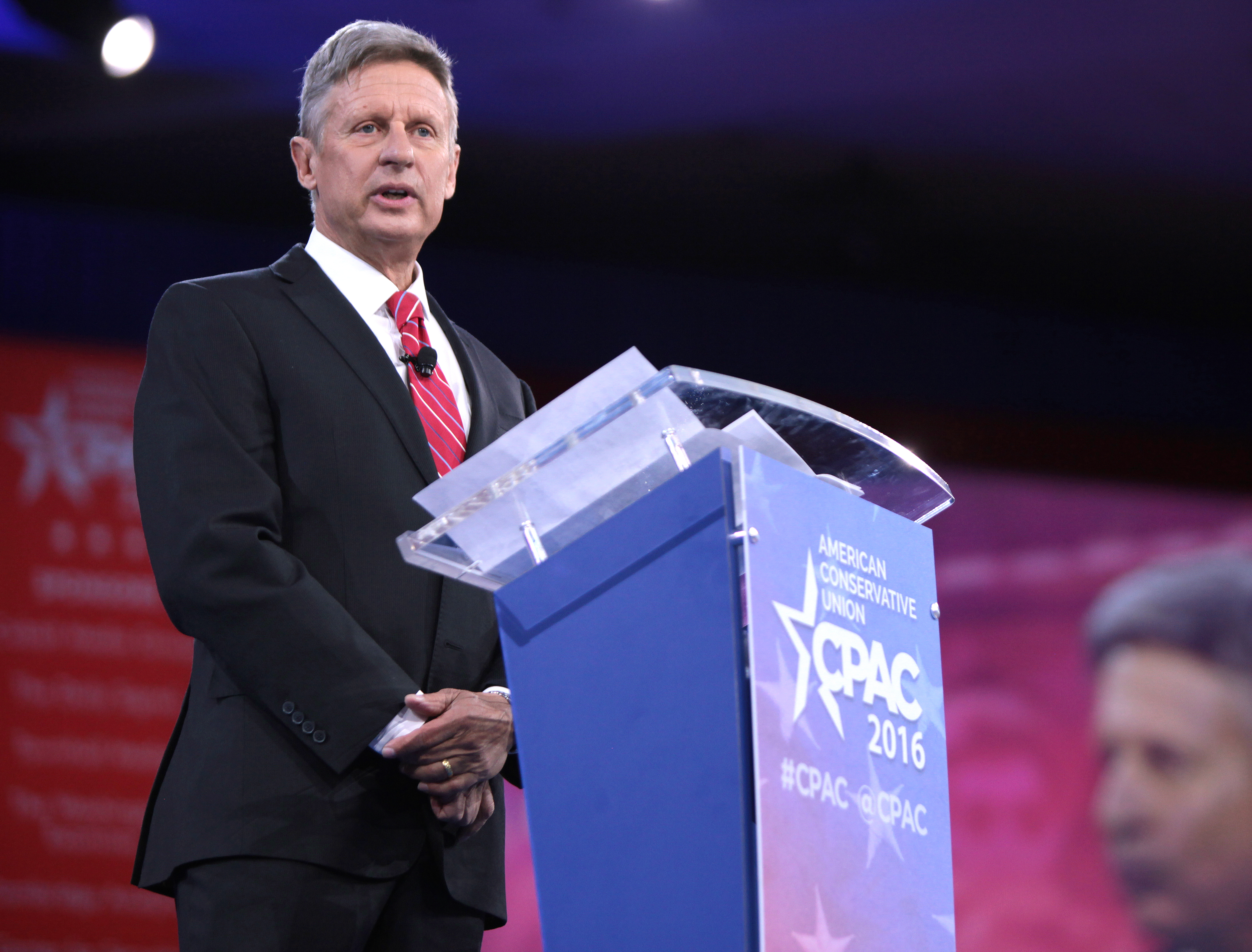
Gary Johnson discursando na CPAC de 2016 em Washington, D.C

Johnson anunciou formalmente sua candidatura à nomeação presidencial libertária de 2016 em uma entrevista com Neil Cavuto no programa Coast to Coast da Fox Business Network, em 6 de janeiro de 2016. Em seguida, ele começou a participar de uma série de debates com outros candidatos à nomeação libertária, realizados em convenções estaduais do Partido Libertário por todo o país, culminando na Convenção Nacional Libertária durante o feriado do Memorial Day em Orlando, Flórida. Johnson adotou uma posição moderada em um campo de candidatos libertários mais radicais, o que levou a uma recepção ocasionalmente hostil do público quando ele defendeu certos programas e regulamentações governamentais, incluindo um momento que ganhou notoriedade viral em que foi vaiado por apoiar testes e licenciamento de motoristas.
Em 3 de março de 2016, Johnson discursou na Conservative Political Action Conference (CPAC) em Washington, D.C., apresentando-se como uma opção de terceiro partido para republicanos anti-Trump, afirmando que o Partido Libertário seria o único terceiro partido capaz de colocar seu candidato na cédula em todos os 50 estados em 2016 devido a obstáculos de acesso à cédula [en].
A campanha de Johnson atraiu maior atenção como um possível veículo para os votos do movimento Stop Trump na eleição geral, após Donald Trump tornar-se o presumível candidato republicano. Johnson classificou as visões políticas de Trump como autoritárias.
Em 15 de março de 2016, Johnson venceu a primária libertária da Carolina do Norte com 42% dos votos, à frente de "Sem Preferência" com 35%, enquanto outros candidatos obtiveram menos de 6%. Em 1º de março de 2016, Johnson venceu o caucus do Partido Libertário de Minnesota com 76% dos votos.
Em 29 de março de 2016, Johnson participou do primeiro debate presidencial do Partido Libertário televisionado nacionalmente, hospedado pela Fox Business Network, no programa Stossel [en] de John Stossel. O debate de duas horas foi dividido em dois segmentos de uma hora, transmitidos em 1º e 8 de abril às 21:00 (horário do leste). O debate contou com Johnson, Austin Petersen [en] e John McAfee.
Após a retirada de Ted Cruz das primárias republicanas e Trump se tornar o candidato presumível do Partido Republicano, foi amplamente relatado que as buscas online por "Gary Johnson" e "Partido Libertário" aumentaram significativamente no Google.
No início de maio, alguns comentaristas sugeriram que Johnson era moderado o suficiente para atrair votos tanto de Hillary Clinton quanto de Donald Trump, ambos muito impopulares e polarizadores. Johnson também começou a receber tempo em redes de televisão nacionais, sendo convidado para programas da ABC News, NBC News, CBS News, CNN, Fox News, MSNBC, Bloomberg e outras.

### Nomeação
Em 18 de maio, Johnson anunciou que escolheu o ex-governador republicano de Massachusetts, William Weld, como seu companheiro de chapa.
Na primeira votação da Convenção Nacional Libertária de 2016 em 29 de maio de 2016, Johnson obteve 49,5% dos votos. Na segunda votação, ele conquistou a nomeação com 55,8% dos votos.

### Pós-nomeação

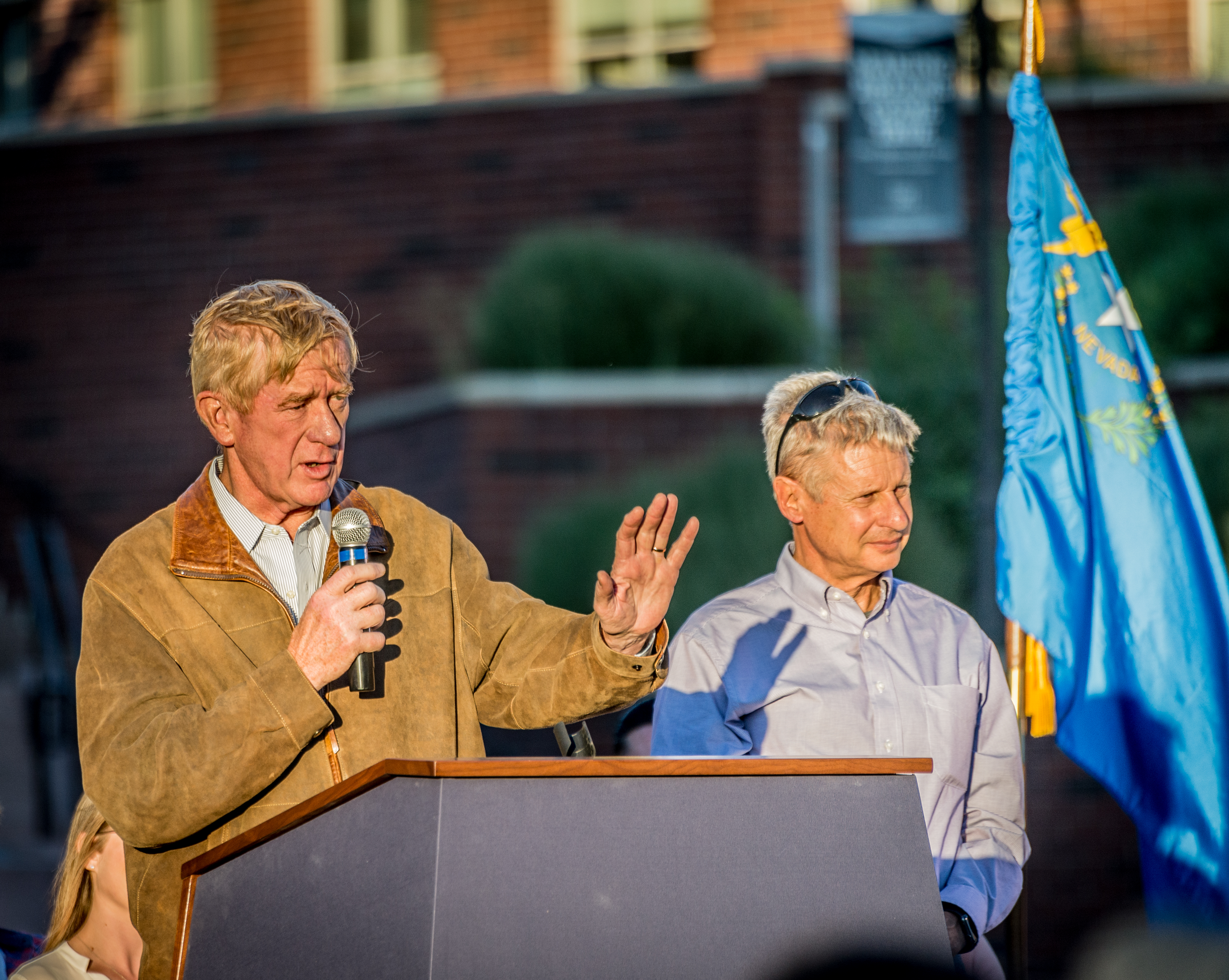
William Weld e Gary Johnson em um comício em Reno, Nevada, agosto de 2016

Mitt Romney, candidato presidencial republicano de 2012 e também ex-governador republicano de Massachusetts, afirmou que consideraria apoiar a chapa Johnson-Weld. Romney destacou que, "se Bill Weld estivesse no topo da chapa, seria muito fácil" para ele fazê-lo. Em 22 de junho, Johnson e Weld participaram de um Town Hall televisionado nacionalmente, organizado pela CNN. Em 3 de agosto, Johnson e Weld retornaram à CNN para um segundo Town Hall televisionado nacionalmente, assistido por mais de 1,61 milhão de pessoas.
A partir de 12 de agosto, um comitê de ação política pró-Johnson, America Deserves Better PAC, começou a exibir anúncios de televisão em Maine. Em 17 de agosto, Johnson e Weld participaram de um Town Hall libertário organizado pela Fusion. Em agosto, os números de Johnson nas pesquisas começaram a se aproximar do limite de 15% necessário para torná-lo o primeiro candidato de terceiro partido em tempos recentes a participar dos debates presidenciais televisionados no outono. Johnson também começou a realizar grandes comícios. Em 5 de agosto, cerca de 500 pessoas compareceram a um comício em Reno, Nevada. No dia seguinte, ele participou de um evento na Universidade de Utah.
Em 17 de agosto, Johnson e Weld participaram de um Town Hall com cerca de 600 pessoas no Wertheim Performing Arts Center em Miami, Flórida. No dia seguinte, Johnson e Weld realizaram um comício em Las Vegas, Nevada, no The Foundry SLS Las Vegas. A campanha realizou eventos em Burlington, Vermont, Concord, New Hampshire, Lewiston, Maine, onde anúncios de super-PACs pró-Johnson estavam sendo exibidos, e Boston, Massachusetts, cidade natal de Bill Weld. A campanha também adicionou um brunch com Johnson e Weld em Portland, Maine. Durante o fim de semana, centenas de pessoas compareceram a cada um dos comícios.

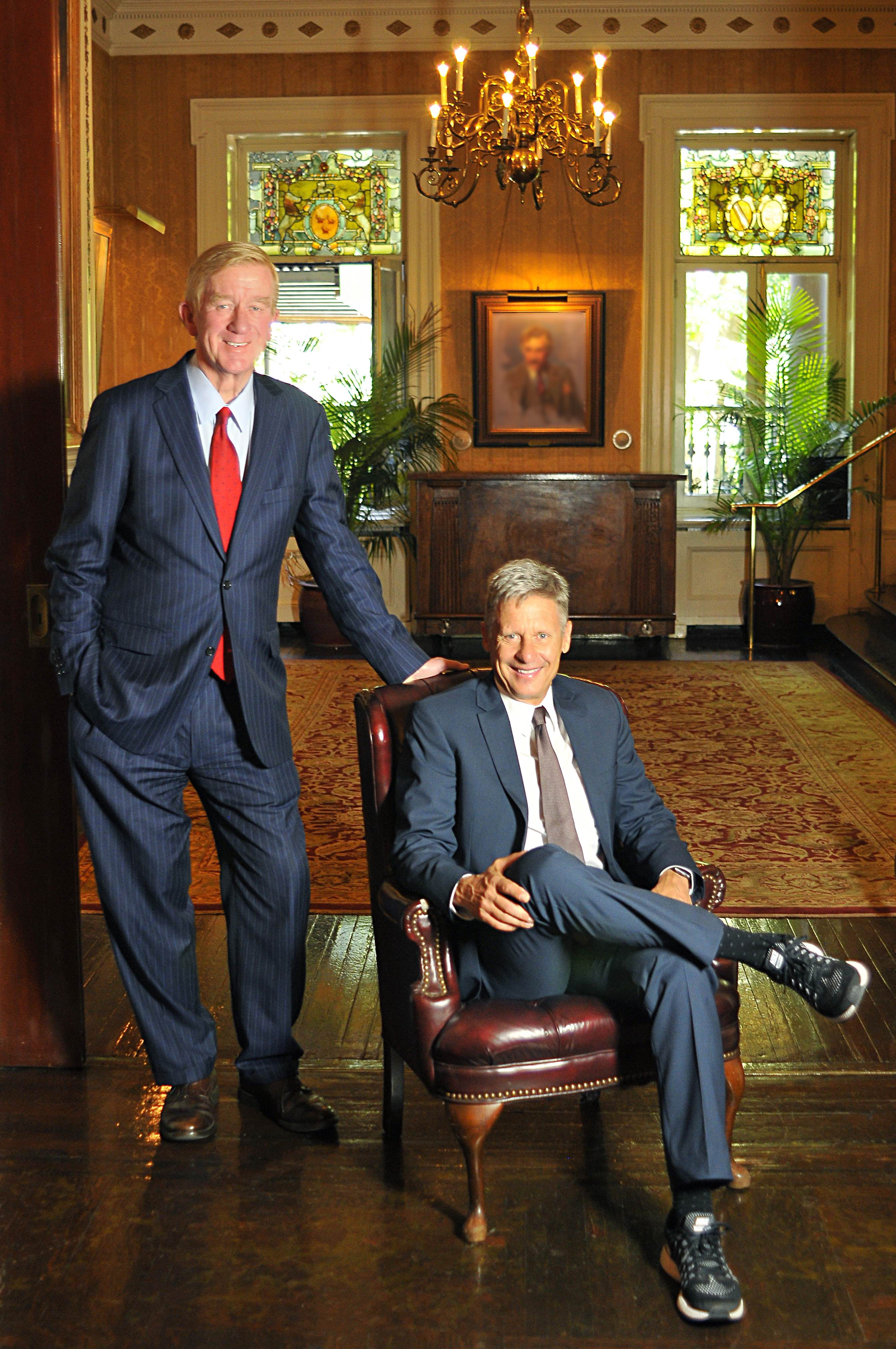
Gary Johnson e William Weld

No início de setembro, a campanha de Gary Johnson lançou sua primeira onda de anúncios de televisão pagos, direcionados aos estados ocidentais de Colorado, Nevada, Novo México, Oregon, Utah e Washington, além do estado nordestino de New Hampshire. O Purple PAC começou a exibir anúncios de televisão pró-Johnson em agosto. No início de setembro, o super-PAC Americans Deserve Better anunciou que o apoio a Johnson quase dobrou no 2º distrito congressional do Maine.
Em resposta ao crescimento dos números de Johnson nas pesquisas, a campanha de Hillary Clinton e aliados democratas intensificaram suas críticas contra Johnson em setembro de 2016, alertando que "um voto em um terceiro partido é um voto para Donald Trump" e mobilizando o senador Bernie Sanders (ex-rival de Clinton nas primárias e agora apoiador) para conquistar eleitores que poderiam considerar votar em Johnson ou na candidata do Partido Verde, Jill Stein. Os democratas divulgaram "vídeos embaraçosos de Johnson" e direcionaram mais recursos para conquistar "jovens eleitores e independentes de tendência esquerdista" – um grupo demográfico chave para Johnson.

### Comentários sobre política externa
Em setembro e outubro de 2016, Johnson cometeu uma série de erros ao responder perguntas sobre política externa. Em 8 de setembro, no programa Morning Joe [en] da MSNBC, o painelista Mike Barnicle [en] perguntou: "O que você faria, se fosse eleito, sobre Aleppo?" (referindo-se à cidade devastada pela guerra de Aleppo, na Síria). Johnson respondeu: "E o que é Aleppo?" Quando um "incrédulo" Barnicle disse: "Você está brincando... Aleppo fica na Síria – é o epicentro da crise de refugiados", Johnson respondeu que "a única maneira de lidarmos com a Síria é nos unirmos à Rússia para diplomaticamente pôr fim a isso." Johnson criticou o apoio dos EUA à Exército Livre Sírio e às forças curdas [en] e afirmou que a "confusão" na Síria era "o resultado de mudanças de regime que acabamos apoiando. E, inevitavelmente, essas mudanças de regime levaram a um mundo menos seguro." A pergunta de Johnson "o que é Aleppo?" atraiu ampla atenção, majoritariamente negativa. Mais tarde naquele dia, Johnson disse que teve um "branco" e que "entendo a dinâmica do conflito sírio – falo sobre isso todos os dias," mas que inicialmente pensou que a referência de Barnicle a "Aleppo" era sobre "uma sigla, não o conflito sírio."
Durante um Town Hall televisionado pela CNBC em 28 de setembro, o moderador Chris Matthews [en] perguntou: "Qual é o seu líder estrangeiro favorito?" Johnson inicialmente mencionou "o ex-presidente do México", mas não conseguiu identificar seu nome. Ele então afirmou: "Acho que estou tendo um momento Aleppo" e "estou tendo um apagão mental." A incapacidade de Johnson de identificar um líder estrangeiro que admirava atraiu atenção da mídia – incluindo um artigo do New York Times com o título "Gary Johnson Não Consegue Nomear um Único Líder Estrangeiro." Mais tarde, Johnson manteve sua relutância em "apontar um líder eleito, líder estrangeiro que eu admire", dizendo em uma entrevista à CNN: "Eu colocava muitas pessoas neste país em pedestais e então as conheço pessoalmente e descubro que elas se preocupam apenas em serem reeleitas, que não se importam com questões, muitos ternos vazios que eu coloquei em pedestais."
Em uma entrevista ao The New York Times em outubro de 2016, ao falar sobre a Guerra Civil Síria, Johnson estabeleceu uma equivalência moral entre as mortes intencionais de centenas de milhares de civis sírios [en] pelo regime de Assad e as mortes acidentais de civis por forças apoiadas pelos EUA. Johnson criticou Clinton, ex-secretária de Estado, pelo que caracterizou como suas tendências excessivamente intervencionistas, e sugeriu que Clinton, como ex-secretária de Estado, era pelo menos parcialmente responsável pela crise na Síria. Ele também lamentou o fato de o público pressionar os líderes dos EUA a "se mostrarem duros com essas coisas, com essas atrocidades."
Na mesma entrevista, quando questionado se sabia o nome do líder da Coreia do Norte, Johnson respondeu "Eu sei", mas se recusou a nomear Kim Jong-un quando pressionado. O "erro" gerou atenção da mídia e foi descrito como "embaraçoso para a campanha."

### Pesquisas

#### Primárias libertárias
O Partido Libertário realizou primárias presidenciais em apenas alguns estados. Todos os delegados para a Convenção Nacional Libertária eram não compromissados, o que significava que podiam votar no candidato de sua escolha. Em pesquisas de preferência pré-nomeação conduzidas por partidos libertários estaduais, Johnson ficou em primeiro lugar na maioria dos estados antes da Convenção Nacional Libertária no final de maio.
Dos estados que realizaram primárias presidenciais libertárias não vinculantes, Johnson venceu na Carolina do Norte, Nebraska e nos caucus de Minnesota. Devido a prazos antecipados, ele não estava na cédula em Missouri, onde "Não compromissado" recebeu a maioria dos votos.

#### Eleição geral

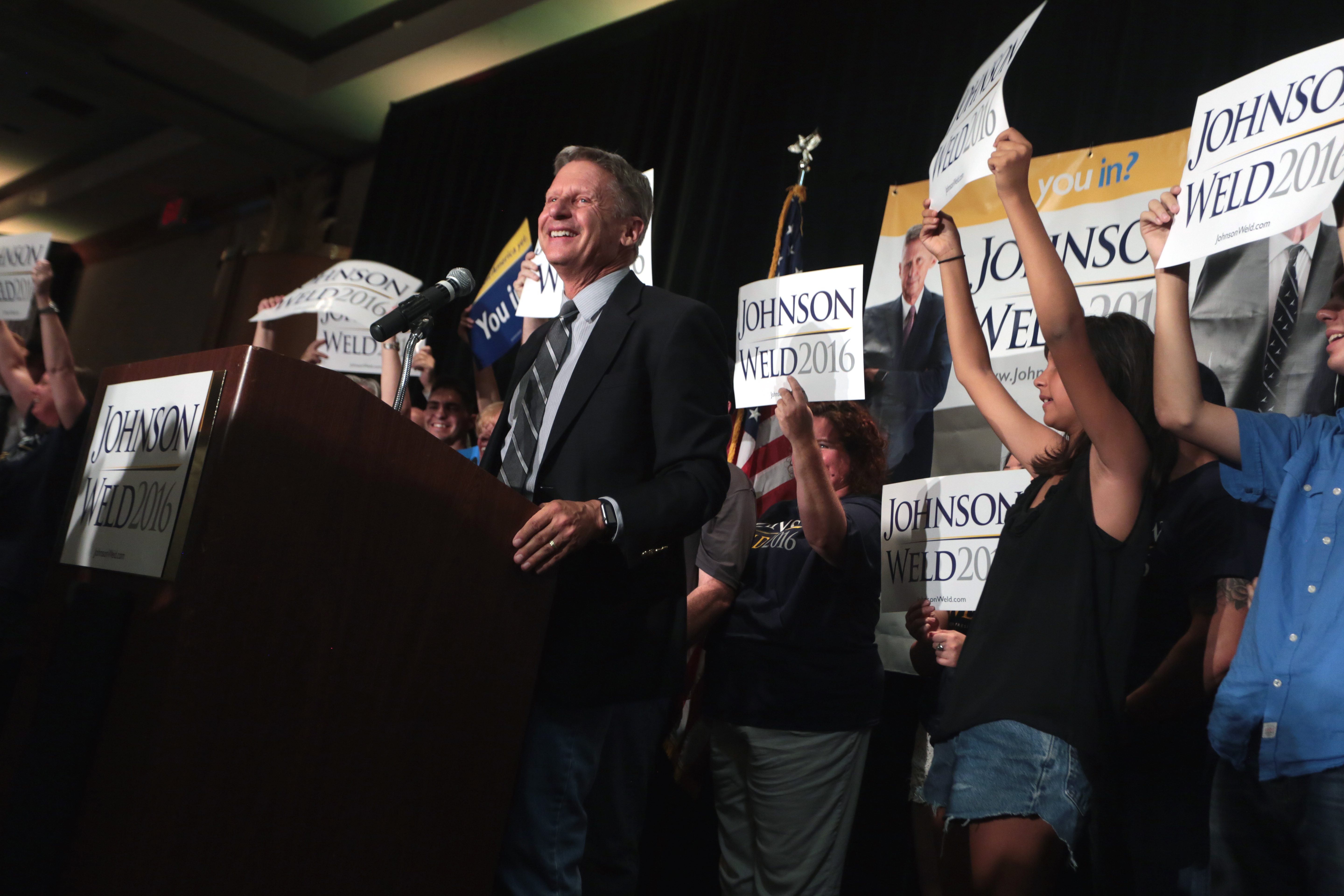
Johnson em um comício em Phoenix, Arizona, 1º de outubro de 2016

No final de setembro de 2016, o apoio a Johnson foi registrado em 8,6% pela média de pesquisas presidenciais do RealClearPolitics [en] e em 7,9% pelo modelo de previsão baseado apenas em pesquisas do FiveThirtyEight [en]. No entanto, no dia da eleição, o apoio a Johnson caiu para 4,7% na média do RealClearPolitics e 4,8% no FiveThirtyEight. A maior porcentagem de Johnson em uma pesquisa individual nacional foi de 13% contra Clinton e Trump.
Uma pesquisa de 50 estados conduzida online pelo Washington Post–SurveyMonkey entre 9 de agosto e 1º de setembro constatou que Gary Johnson tinha 10% ou mais de apoio em 42 estados e 15% ou mais em 15 estados (Johnson alcançou 25% em seu estado natal, Novo México, e 23% em Utah).
Uma pesquisa conduzida em meados de agosto pelo Pew Research Center constatou que Johnson era apoiado por cerca de 10% dos eleitores registrados. Dos apoiadores de Johnson, mais de 60% se identificavam como independentes e mais de 70% tinham menos de cinquenta anos. Os apoiadores de Johnson estavam igualmente divididos entre homens e mulheres.

### Debates presidenciais
Um dos principais objetivos da campanha de Johnson era alcançar o limiar de apoio nas pesquisas de 15%, estabelecido pela Comissão de Debates Presidenciais [en], para ser convidado a participar dos debates presidenciais televisionados ao lado de Clinton e Trump.
No final de 2015, Johnson e a candidata do Partido Verde, Jill Stein, ambos representados pelo advogado Bruce Fein, entraram com uma ação no Tribunal Distrital dos EUA para o Distrito de Columbia [en], buscando obrigar sua inclusão nos debates. O caso foi arquivado em agosto de 2016, com a juíza Rosemary Collyer concluindo que os demandantes não tinham uma reivindicação legal viável.
Em 5 de agosto, o conselho editorial do Chicago Tribune pediu que as organizações de pesquisa "reconhecessem" Johnson, dando-lhe uma oportunidade de alcançar o nível de apoio necessário para participar dos debates presidenciais. O Boston Herald fez um apelo semelhante em 7 de setembro. Os ex-governadores Mitt Romney, Arnold Schwarzenegger e Mitch Daniels, sem endossar Johnson, pediram que ele fosse incluído nos debates, assim como o comentarista Joseph Steinberg.
Em 16 de setembro, a comissão anunciou o convite oficial para Clinton e Trump participarem do primeiro debate, a ser realizado em 26 de setembro na Universidade Hofstra, mas Johnson não atingiu os critérios estabelecidos e não foi incluído no debate. Também foi anunciado que Mike Pence e Tim Kaine participariam do único debate vice-presidencial programado, a ser realizado na Universidade Longwood [en] em 4 de outubro, e Weld não atingiu o limiar necessário.

### Campanha nas redes sociais
Balanced Rebellion é um projeto e anúncio de campanha lançado pelo AlternativePAC, o comitê de ação política que apoiava Gary Johnson para Presidente dos Estados Unidos na eleição geral de 2016. O site permite que eleitores que não gostem dos candidatos dos dois principais partidos, mas tenham uma leve preferência por Hillary Clinton ou Donald Trump, pareiem seu voto com um eleitor que sinta uma leve preferência oposta, para que ambos os eleitores – conectados pelo site e conhecidos apenas pelo primeiro nome – possam votar em Johnson sem sentir que estão ajudando a eleger um candidato de um partido majoritário que eles se opõem.
De acordo com o jornalista Brian Doherty, editor da revista Reason, o projeto foi desenhado para atrair eleitores que, "embora não gostem de Hillary Clinton nem de Donald Trump, não queriam sentir que seu voto em um terceiro partido ajudaria o candidato que mais odiavam a vencer."

#### Conteúdo de vídeo
O anúncio em vídeo de cinco minutos, disponível no site da AlternativePAC e no Facebook, apresenta um personagem chamado "Dead Abe Lincoln" (Abraham Lincoln Morto), que explica o conceito do site, comparando Trump a um tio bêbado e racista e Clinton a uma política corrupta tentando "ganhar milhões com favores políticos". Ele compara os Estados Unidos a Gotham City, dos quadrinhos do Batman, equiparando Clinton à máfia e Trump ao Coringa. Johnson é então comparado a Batman. Dead Abe Lincoln promove Johnson como candidato, destacando que ele foi um governador republicano popular em um estado democrata, onde reduziu impostos, e que deseja proteger a privacidade pessoal. Ele também afirma que Abraham Lincoln foi um candidato de terceiro partido, ponto que foi criticado por não ser exatamente análogo a um terceiro partido moderno, embora o Partido Republicano fosse um partido novo na época. O vídeo, promovido no Facebook pela AlternativePAC com um custo inicial de US$ 330.000, rapidamente se tornou viral, alcançando 9 milhões de visualizações até 9 de agosto e 17,3 milhões até 7 de setembro. O vídeo da Balanced Rebellion, no qual "Dead Abe Lincoln" endossa Johnson e oferece uma solução de troca de votos para eleitores desencantados do movimento anti-Trump e anti-Hillary, foi o vídeo viral mais visto de qualquer candidato na campanha de 2016. O vídeo foi produzido pelos Harmon Brothers, quatro irmãos que trabalham juntos como produtores de comédia.

### Arrecadação de fundos e despesas de campanha

#### Pela campanha de Johnson
De janeiro a junho de 2016, Johnson arrecadou um total de US$ 1,4 milhão, superando significativamente a arrecadação de sua campanha de 2012. (A campanha presidencial de Johnson em 2012 ainda mantém uma dívida de cerca de US$ 1,9 milhão.)
Após anunciar Weld como seu companheiro de chapa, Johnson afirmou que grande parte das tarefas de arrecadação de fundos seria delegada ao governador Weld (que tinha mais experiência em arrecadação do que Johnson). Em 18 de maio, Johnson informou à Associated Press que sua campanha tinha apenas US$ 35.000 em caixa no final de março e que esperava que seu recém-anunciado companheiro de chapa, o governador Weld, fosse "uma grande influência quando se tratasse de arrecadação de fundos."

Quando questionado pelo apresentador da CNN, Victor Blackwell, em 11 de junho, se a campanha estava no caminho para arrecadar os 20 a 30 milhões de dólares considerados necessários para uma candidatura presidencial competitiva, Johnson disse:
É um processo, então primeiro você precisa iniciar um diálogo, e esse diálogo está realmente acontecendo. Tem que haver interesse. Esse interesse existe. Esses US$ 20 a 30 milhões já foram alcançados? Quero dizer, os cheques foram emitidos? Não até este momento, mas é um processo. E parece bastante promissor.
Falando com repórteres na Convenção Nacional Democrata de 2016, William Weld afirmou que acreditava que alguns grandes doadores em potencial estavam esperando Johnson atingir 15% nas pesquisas antes de doar para a campanha.
Em julho, o comediante Drew Carey organizou um evento de arrecadação de fundos para Johnson em sua casa, com a presença de 150 convidados. Os organizadores do evento de Carey esperavam arrecadar US$ 100.000 em apoio à campanha de Johnson.
Em 3 de agosto, Johnson anunciou que sua campanha havia arrecadado mais de US$ 1.000.000 em um período de duas semanas, com contribuições de mais de 20.000 doadores individuais. Ele também anunciou o lançamento da iniciativa de arrecadação de fundos #15for15 da campanha.

#### Arrecadação online
No mês de agosto, a campanha de Johnson alcançou seus maiores totais de arrecadação online, recebendo mais de US$ 2 milhões em contribuições online. Durante um esforço de arrecadação online do tipo "money bomb" nas primeiras duas semanas de agosto, a campanha informou que mais de 90.000 pessoas contribuíram, com uma contribuição média de US$ 32. Em agosto de 2016, Johnson tornou-se o primeiro candidato presidencial de terceiro partido a arrecadar US$ 5 milhões em um único mês desde pelo menos 1996.
De janeiro a maio de 2016, a campanha de Johnson gastou cerca de US$ 334.000; mais de 70% das despesas foram pagas à Liberty Consulting Service, sediada em Utah, firma de consultoria de Ron Nielson, gerente da campanha de Johnson. Até agosto de 2016, a campanha de Johnson havia gastado cerca de US$ 15.000 em anúncios de televisão para a eleição geral. As despesas da campanha de Johnson em agosto de 2016 totalizaram US$ 3,7 milhões, deixando um saldo de cerca de US$ 2,5 milhões em caixa. Cerca de 49% das despesas de agosto (US$ 1,8 milhão) foram destinadas à agência de publicidade Evan Twede, Inc., sediada em Utah; US$ 550.000 à Liberty Consulting, e pouco mais de US$ 250.000 para anúncios no Facebook.
A campanha utilizou o site de financiamento coletivo Fundly para arrecadar dezenas de milhares de dólares em contribuições.
Em 18 de julho de 2016, a campanha lançou um anúncio divulgando uma iniciativa de arrecadação chamada Johnson–Weld Money Comet. As doações para a iniciativa foram feitas por meio de uma página criada especificamente para esse fim. A iniciativa atingiu sua meta inicial de US$ 25.000 em um dia. Posteriormente, a meta foi aumentada para US$ 100.000, alcançada em 20 de julho de 2016. Em uma semana após o lançamento, a iniciativa já havia recebido mais de US$ 200.000 em doações (incluindo um pico de US$ 100.000 em um único dia).
Em 18 de julho de 2016, Johnson anunciou outra iniciativa de arrecadação: “Hoje, estamos anunciando uma campanha de arrecadação #15for15 para entrar nos debates”, “Nosso objetivo: arrecadar US$ 1,5 milhão em 15 de agosto para alcançar 15% nas pesquisas.” O objetivo da iniciativa era fazer com que os apoiadores se comprometessem a doar para a campanha em 15 de agosto, criando um "money bomb", um dia único de arrecadação de milhões de dólares. A iniciativa buscava 100.000 indivíduos prometendo doar US$ 15 ou mais. Em 8 de agosto, Johnson disse que 40.000 apoiadores já haviam se comprometido a participar. A iniciativa superou sua meta e arrecadou US$ 1,7 milhão em 15 de agosto. Houve relatos de que Johnson estava arrecadando mais de US$ 1.300 por minuto, uma taxa não vista desde os esforços de arrecadação de base de Ron Paul.

#### Por super PACs alinhados aos libertários
Johnson recebeu o apoio de dois super PACs [en] alinhados aos libertários: Purple PAC (fundado por Ed Crane) e Americans Deserve Better (financiado principalmente por Jeff Yass). Até agosto de 2016, os super PACs juntos gastaram cerca de US$ 100.000 em publicidade em apoio à campanha Johnson/Weld.
Após a nomeação de Johnson, Matt Kibbe anunciou a formação do "AlternativePAC" em apoio à campanha de Johnson. Kibbe anteriormente liderava o "Concerned American Voters", um super PAC que apoiava a campanha presidencial de Rand Paul [en]. Chris Rufer, fundador da The Morning Star Company [en], doou US$ 500.000 ao AlternativePAC, com contribuições de US$ 50.000 em 9 de junho e US$ 450.000 em 30 de junho. Anteriormente, foi relatado que Rufer havia prometido doar pelo menos US$ 1 milhão para grupos externos que apoiassem a campanha de Johnson. Em 30 de junho, Kenneth Peterson, fundador e CEO da Columbia Ventures Corporation, doou US$ 30.000 ao PAC. No total, no ciclo eleitoral de 2016, o AlternativePAC recebeu US$ 1.386.540 em contribuições e gastou US$ 1.310.578.
O Americans Deserve Better é um PAC criado para apoiar a campanha de Johnson. Seu domínio na web é Vote for the Adults. O grupo era liderado por Geoff Neale, ex-presidente nacional do Comitê Nacional Libertário [en]. Na segunda semana de agosto de 2016, o grupo começou a veicular anúncios de televisão e rádio em apoio a Johnson no 2º distrito congressional do Maine, com a intenção de exibi-los por duas semanas antes de realizar pesquisas para determinar a eficácia dos anúncios. O grupo reservou cerca de US$ 62.000 em tempo de TV nos mercados de Bangor e Presque Isle (incluindo compras de anúncios nas emissoras WAGM e WVII, totalizando mais de US$ 20.000, além de anúncios a cabo). O grupo também anunciou que veicularia anúncios de rádio.
Logo após Johnson garantir a nomeação do partido, o fundador do Cato Institute, Ed Crane, anunciou que relançaria o "Purple PAC", um super PAC que anteriormente apoiava a campanha presidencial de Rand Paul, para atuar como uma organização pró-Johnson. O Purple PAC já havia arrecadado US$ 3 milhões, e muitos desses fundos permaneciam não gastos, já que Paul suspendeu sua campanha no início das primárias republicanas. Em 15 de abril de 2016, o Purple PAC relatou ter US$ 363.252 em caixa. Após ser relançado para apoiar Johnson, o Purple PAC recebeu 25 contribuições individuais superiores a US$ 200.
Em 12 de junho de 2016, o The Boston Globe noticiou sobre o Socially Liberal and Fiscally Conservative PAC, um super PAC recém-fundado que auxiliaria nos esforços de arrecadação de fundos da campanha e faria compras de anúncios no futuro. O PAC foi fundado por R.J. Lyman, executivo da ML Strategies (antiga empresa de William Weld). Os principais conselheiros do PAC incluíam Trevor Potter e Matt Sanderson. Ambos Potter e Sanderson haviam trabalhado anteriormente como conselheiros da campanha presidencial de John McCain em 2008 [en] e colaboraram com Stephen Colbert em seu Colbert Super PAC em 2012. Sanderson também esteve envolvido em PACs de apoio a Mitt Romney em 2012 e trabalhou como conselheiro na campanha presidencial de Rand Paul no início do ciclo eleitoral de 2016.

## A controvérsia do "spoiler"

### Antes da eleição
Johnson aceitou ser chamado de spoiler em um momento da eleição. Ele disse: "Espero ser um spoiler, porque acredito que você passa de ser irrelevante para ser um spoiler e, depois, para ser um fator" e "Estou realmente orgulhoso do fato de que estou oferecendo esse voto de princípio". Alguns veículos de mídia também compararam o papel potencial de Johnson na eleição de 2016 ao de Ralph Nader na eleição de 2000 [en].
A revista conservadora National Review afirmou que "se os debates presidenciais convencerem muitos eleitores de que tanto Trump quanto Hillary são inaceitáveis, então o apoio a Johnson poderia se estabilizar ou até aumentar. Se isso acontecer, qualquer aumento em seu apoio provavelmente prejudicará mais Hillary."

O conselho editorial do The Washington Post escreveu em um artigo intitulado "Os apoiadores de Gary Johnson realmente querem ajudar Trump a vencer?":
O senhor Johnson aprendeu muito com seus dois mandatos como governador do Novo México, ou com sua campanha presidencial nacional anterior? Ele se prepara para entrevistas importantes – quanto mais para ser presidente? ... Os libertários ideológicos realmente querem que este homem represente seu movimento? Sua campanha excêntrica traz credibilidade à sua filosofia política? ... O companheiro de chapa de Johnson, o ex-governador de Massachusetts William Weld, que é muito mais astuto, realmente quer ajudar Donald Trump a vencer – e ser lembrado como o Ralph Nader de 2016? Johnson tira mais apoio de Hillary Clinton em pesquisas de três e quatro candidatos do que de Trump. Ele poderia mudar Colorado ou New Hampshire para a coluna de Trump.
Quando a The Nation endossou Hillary Clinton para presidente, a equipe da revista expressou que, embora respeitassem o desafio que os terceiros partidos representavam para um sistema bipartidário frequentemente disfuncional, 2016 não era uma eleição comum. Em uma eleição comum, a votação estratégica só exige que eleitores em estados indecisos escolham entre "o menor de dois males", mas era necessário reconsiderar o equilíbrio entre expressar sua própria indignação e diminuir a rejeição a Trump. A revista também expressou desacordo com a "inclinação de Johnson pela privatização e economia de sobrevivência do mais apto" como uma forma viável de governo.

Michael Tomasky para o The Daily Beast, avaliou as contradições do "credo libertário de viver e deixar viver", afirmando que ele não se aplica apenas a "jovens que gostariam de fumar um baseado em um parque público", mas também a corporações poluentes, empresas e indivíduos que desejam fazer contribuições ilimitadas de dinheiro secreto para campanhas políticas, forças que promovem o comércio livre, empregadores que não querem ser sobrecarregados por pagar o salário mínimo aos trabalhadores, fabricantes de armas e a Associação Nacional de Rifles. Ele também escreveu:
A tentação entre algumas pessoas é forte de nadar contra a maré e desafiar o establishment, e, obviamente, reconheço que ninguém é mais establishment do que Clinton. É um voto que é principalmente contra algo – neste caso, seu alinhamento pró-corporações e tudo o mais. Mas um voto de protesto nunca é apenas um voto de protesto. Você também está votando por algo. E mesmo que você racionalize isso dizendo a si mesmo, "Ah, ele não vai ganhar, estou apenas me divertindo," eu o encorajaria a ter em mente que diversões também podem ter consequências."
O comediante John Oliver em seu programa Last Week Tonight with John Oliver da HBO considerou a campanha de Johnson como "propensa a soluções excessivamente simplistas que poderiam ter consequências desastrosas" e concluiu que "não há candidato perfeito nesta corrida".
Dadas as circunstâncias, a campanha de Clinton e aliados democratas afirmaram que estavam levando a sério a ameaça de Johnson, fazendo apelos diretos a jovens eleitores e criticando os candidatos de terceiros partidos que consideravam potenciais spoilers.

### Após a eleição
Os resultados da eleição de 2016 fizeram os analistas focarem em quatro estados onde a vantagem de Trump sobre Clinton foi menor que o total de votos de Johnson: Flórida, Pensilvânia, Wisconsin e Michigan. Por exemplo, analistas expressaram que, se cerca de metade dos apoiadores de Johnson tivesse votado em Clinton em vez de Trump, o mapa eleitoral teria sido decididamente diferente. Em Michigan, onde Trump venceu por menos de 14.000 votos, Johnson obteve mais de 172.000 votos; e em Wisconsin, onde Johnson conquistou mais de 105.000 votos, Trump venceu por menos de 33.000 votos.
A Vanity Fair expressou em um artigo: "Milhões de americanos, insatisfeitos com ambos os candidatos e relutantes em escolher entre o menor de dois males, registraram seu protesto votando em Gary Johnson ou Jill Stein, ajudando a entregar vários estados indecisos cruciais, e a presidência, a Donald Trump."
O site feminista Jezebel afirmou que os cerca de 4 milhões de votos para Johnson ajudaram a garantir a presidência de Donald Trump, apontando que Johnson tinha probabilidades tão baixas de vencer que seu próprio companheiro de chapa, Bill Weld, apoiava Clinton de forma semi-aberta, e que ele sabia que nunca seria presidente.
Em defesa da campanha libertária, Joe Hunter, diretor de comunicações da campanha Johnson–Weld, disse que "os ataques ao governador Johnson da esquerda foram implacáveis quando ficou claro que muitos millennials e ex-eleitores de [Bernie] Sanders estavam considerando nossa chapa de perto" e "se esses ataques não foram eficazes o suficiente para o campo de Clinton, certamente não é nossa responsabilidade." Além disso, outros políticos libertários afirmaram que "não devem votos a ninguém" e que os democratas passaram tempo insuficiente em estados indecisos cruciais.

## Resultados

Desempenho de Gary Johnson por condado em todo o país. As tonalidades de porcentagem estão em incrementos de um.

Gary Johnson recebeu 4.489.233 votos totais e 3,3% do voto nacional, ficando em terceiro lugar no país e estabelecendo um recorde para o melhor resultado histórico do Partido Libertário até então. Em termos da história eleitoral do Partido Libertário, ele superou o recorde anterior de Ed Clark de 1,1% do voto total na eleição presidencial de 1980, assim como seu próprio recorde de 1.275.923 votos na eleição presidencial de 2012. Sua parcela do voto nacional também foi a maior para um candidato de terceiro partido desde os 8,4% de Ross Perot na eleição presidencial de 1996. A maior porcentagem de votos recebida por Johnson foi no Novo México (onde foi governador de 1995 a 2003), onde ele obteve 9,3%.
Os apoiadores de Johnson eram majoritariamente jovens, com 70% deles tendo menos de 50 anos, muitos com inclinação republicana e possuindo diploma de bacharel ou superior; no entanto, ele era profundamente impopular entre eleitores muito conservadores. 13% dos apoiadores de Johnson eram negros ou latinos, em comparação com apenas 6% para Trump.

## Endossos
Em 6 de agosto, o representante dos EUA Scott Rigell [en], republicano da Virgínia, anunciou seu apoio a Johnson, marcando o primeiro endosso do candidato por um membro do Congresso.
Em 2 de setembro, os Republicanos da Universidade de Cornell anunciaram seu apoio, liderados pela presidente Olivia Corn. Isso foi sem precedentes para uma organização de Republicanos Universitários e recebeu atenção significativa da mídia.
Johnson recebeu o endosso dos conselhos editoriais [en] de nove jornais diários: Chicago Tribune, Detroit News, New Hampshire Union Leader, Winston-Salem Journal e Richmond Times-Dispatch. Todos os cinco jornais tradicionalmente endossavam candidatos republicanos, mas escolheram Johnson em vez de Trump, que recebeu menos endossos de jornais. A candidata democrata Hillary Clinton, no entanto, liderou em endossos de jornais, superando os outros candidatos mesmo entre jornais de tendência conservadora.